# Full Gear (2019)
Full Gear (2019) est un Pay-per-view de catch (lutte professionnelle) produit par la promotion américaine All Elite Wrestling. L'événement a eu lieu le 9 novembre 2019 au Royal Farms Arena à Baltimore (Maryland). Il s'agit de la première édition de Full Gear.

## Contexte
Les spectacles de la All Elite Wrestling (AEW) sont constitués de matchs aux résultats prédéterminés par les scénaristes de la compagnie. Ces rencontres sont justifiées par des storylines – une rivalité entre catcheurs, la plupart du temps – ou par des qualifications survenues dans les shows de la AEW. Tous les catcheurs possèdent un gimmick, c'est-à-dire qu'ils incarnent un personnage gentil (Face) ou méchant (Heel), qui évolue au fil des rencontres. Un événement comme Full Gear est donc un événement tournant pour les différentes storylines en cours.

## Tableau des matchs
| Ordre par numéros | Résultat | Stipulation(s) | Temps |
| --- | --- | --- | ----- |
| 1P | Dr Britt Baker D.M.D bat Bea Priestley par soumission                                                                                      | Match simple | 11:35 |
| 2 | Proud'n'Powerful (Ortiz et Santana) bat The Young Bucks (Matt et Nick Jackson)                                                             | Tag Team match | 21:00 |
| 3 | "Hangman" Adam Page bat PAC | Match simple | 18:30 |
| 4 | Shawn Spears (avec Tully Blanchard) bat Joey Janela                                                                                        | Match simple | 11:45 |
| 5 | SCU (Frankie Kazarian et Scorpio Sky) (c) bat The Lucha Brothers (Pentagón Jr. et Rey Fénix) et Private Party (Isiah Kassidy et Marq Quen) | 3-Way Tag Team match pour les AEW World Tag Team Championship | 13:01 |
| 6 | Riho (c) bat Emi Sakura | Match simple pour le AEW Women's World Championship | 13:25 |
| 7 | Chris Jericho (c) (avec Jake Hager) bat Cody (avec MJF) par soumission                                                                     | Match simple pour le AEW World Championship Si Cody perd, il n'aura plus d'opportunités pour la ceinture aussi longtemps qu'il est membre du roster de la compagnie. | 29:35 |
| 8 | Jon Moxley bat Kenny Omega | Unsanctioned Lights Out match | 38:45 |
| La lettre C placée entre parenthèses désigne la personne ou l’équipe championne en titre. P – indique que le match a eu lieu lors du pré-show | | |       |

## Liens Externes
- Site officiel de la AEW